# NGC 7610
NGC 7610 (ook: NGC 7616) is een balkspiraalstelsel in het sterrenbeeld Pegasus. Het hemelobject werd in 1880 ontdekt door de Britse astronoom Andrew Ainslie Common.

## Synoniemen
- ZWG 432.42
- UGC 12511
- KUG 2317+099B
- MCG 2-59-25
- IRAS 23171+0954
- PGC 71087